# دوندري (كورنوال)
دوندري (بالإنجليزية: Downderry)‏ هي قرية تقع في المملكة المتحدة في كورنوال.